# Eddie Hearne
Pour l’article ayant un titre homophone, voir Hearn.
Eddie Hearne, né le 1er mars 1887 à Kansas City (Kansas) et mort le 9 février 1955 à Indianapolis (Indiana), à 67 ans, était un pilote automobile américain. 

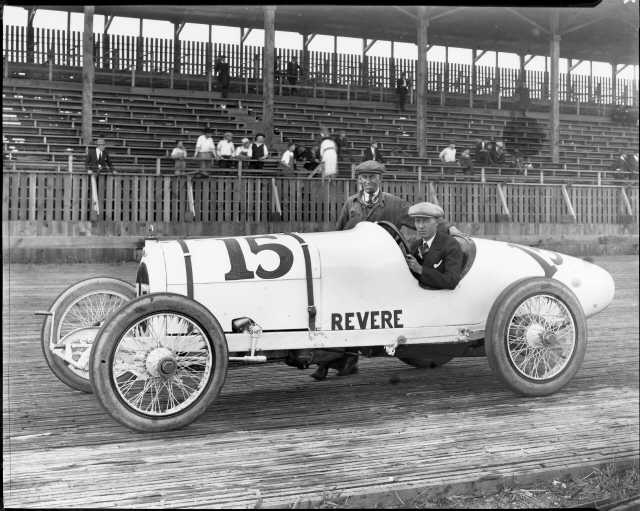
Eddie Hearne au Tacoma Speedway en 1920 sur Revere/Duesenberg, pour la Tacoma Classic AAA (3e).

## Carrière
Sa carrière en sport automobile s'étale durant près d'une vingtaine d'années, entre 1909 et 1927. Sa première victoire notable a lieu au Fox River Trophy AAA (hors championnat), à Elgin en 1910.
Il dispute  106 courses du championnat américain AAA, entre 1909 et 1927, obtenant  11 victoires et  43 podiums. Il évolue alors principalement sur Duesenberg (cinq saisons complètes). 
Il participe aux 500 miles d'Indianapolis à neuf reprises entre 1911 et 1927, dont six consécutivement de 1919 à 1924. Il termine trois fois dans le "Top 5", et obtient deux podiums (deuxième en 1919 sur Stutz, et troisième en 1922 avec la marque française Ballot).
Sa dernière victoire notable se produit en 1924, sur le Medford Fairgrounds, sous l'égide de l'AAA hors championnat.
Il est enterré au Greenwood Cemetery de Bolivar (Missouri).

## Palmarès

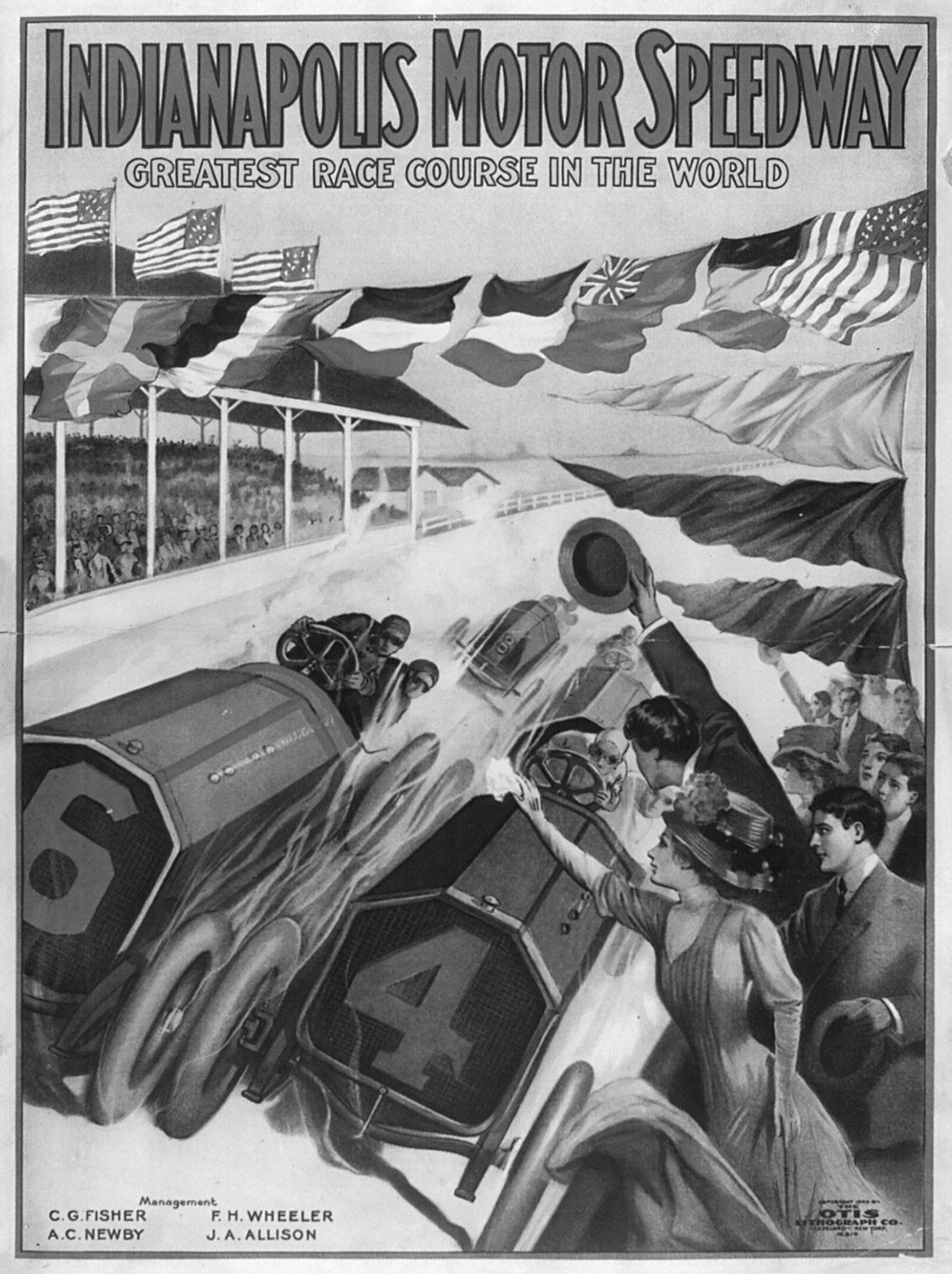
Affiche de l'édition 1919 des 500 miles

### Titres
- American Championship car racing : champion des États-Unis AAA pour la saison 1923 (sur Miller);
- meilleur pilote AAA pour la saison 1919, sur Stutz, selon le journal spécialisé Motor Age (6 courses, 4 fois deuxième);
  - vice-champion des États-Unis AAA pour la saison 1919 (officieux, sur Stutz);
  - troisième du championnat AAA pour la saison 1918 (officieux, sur Duesenberg);
  - troisième du championnat AAA pour la saison 1921 (sur Duesenberg).

### Principales victoires AAA
- 1910 (3 courses - 2 victoires): à Indianapolis, sur Mercedes-Benz;
- 1911 (3 courses - 1 victoire): à Cincinnati, sur Fiat;
- 1917 (12 courses - 2 victoires): à Uniontown et Ascot (en), sur Duesenberg;
- 1918 (9 courses - 2 victoires): à Uniontown sur Frontenac, et à Tacoma, sur Duesenberg;
- 1921 (18 courses - 2 victoires): à Cotati et Beverly Hills, sur Duesenberg;
- (nb: 1922 14 courses - 0 victoire);
- 1923 (8 courses - 2 victoires): à Kansas City et Altoona, sur Miller.